# Lavendelflickorna
Lavendelflickorna (originaltitel: Ladies in Lavender) är en brittisk film (drama) från 2004, i regi av Charles Dance. Huvudrollerna spelas av Judi Dench, Maggie Smith och Daniel Brühl. I övriga roller syns David Warner, Natascha McElhone och Miriam Margolyes.
Om två äldre systrar i 1930-talets England som tar hand om en skeppsbruten utländsk ung man som flyter i land vid deras hus i Cornwall. Ingen verkar veta hans identitet eller var han kommer ifrån.
Filmen bygger på en historia från en novell av William J Locke.